# Sint-Annakapel (Lokeren)
De Sint-Annakapel is een kapel in de Oost-Vlaamse stad Lokeren, gelegen in de wijk Heirbrug, aan de Heirbrugstraat.

## Geschiedenis
De kapel werd begin 16e eeuw opgericht, maar werd tijdens de godsdiensttwisten, in 1578, verwoest. In 1644 werd een nieuwe kapel gebouwd die in 1650 werd ingezegend. Deze kapel diende aanvankelijk als wijkkerk.

## Gebouw
Het betreft een eenbeukige kapel met vlak afgesloten koor. Boven dit koor bevindt zich een zeskante dakruiter. Het geheel is in sobere barokstijl uitgevoerd.